# Championship League Snooker 2022

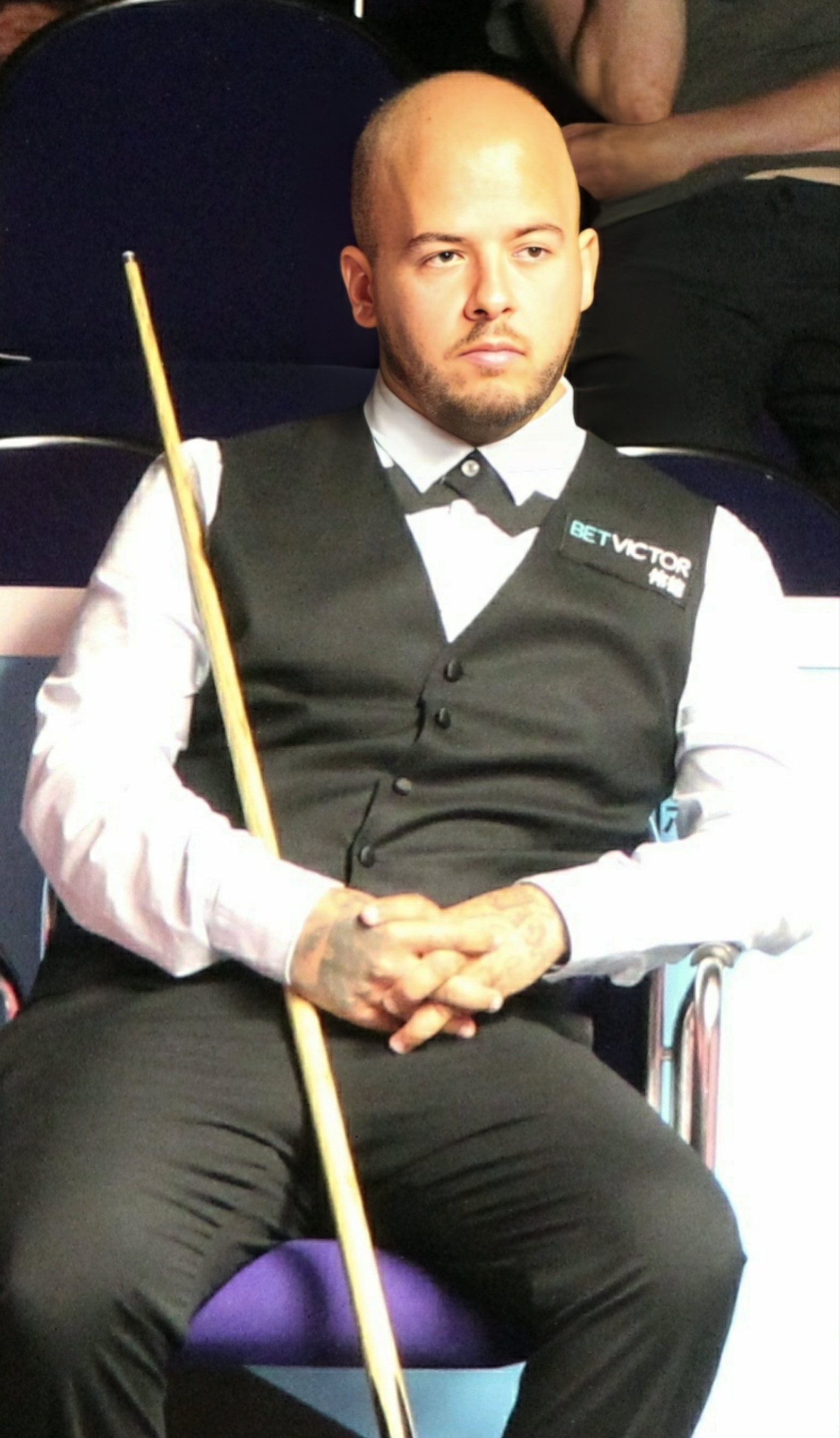
Brecel, zwycięzca turnieju

Championship League Snooker 2022 – pierwszy rankingowy turniej snookerowy sezonu 2022/2023. to dziewiętnasta edycja zawodów snookerowych rozgrywanych w Morningside Arena w Leicester w Anglii. W turnieju wystąpiło 128 zawodników, którzy w 42 grupach rozegranych na przestrzeni jednego miesiąca (28 czerwca – 29 lipca) rozegrali swoje mecze.

## Format turnieju
- Wszystkie mecze faz grupowych są rozgrywane w formacie lepszy z 4 frejmów – mecz do trzech wygranych z możliwym zakończeniem przy remisie 2–2.
- Za zwycięstwo w meczu fazy grupowej przydzielane są 3 punkty, za remis 1 punkt, zaś za porażkę 0 punktów.
- Kryteria klasyfikowania zawodników w grupach: większa liczba zdobytych punktów, różnica frejmów, zwycięzca bezpośredniego spotkania (w przypadku liczby zawodników większej niż dwóch zastosowanie ma „małą tabela”), najwyższy break w danej grupie.
- W pierwszym etapie 128 zawodników zostało przydzielonych do trzydziestu dwóch 4-osobowych grup. W nich zawodnicy rywalizowali w systemie każdy z każdym. Zwycięzcy grup awansowali do drugiego etapu.
- W drugim etapie 32 zawodników zostało przydzielonych do ośmiu 4-osobowych grup. W nich zawodnicy rywalizowali w systemie każdy z każdym. Zwycięzcy grup awansowali do trzeciego etapu.
- W trzecim etapie 8 zawodników zostało przydzielonych do dwóch 4-osobowych grup. W nich zawodnicy rywalizowali w systemie każdy z każdym. Zwycięzcy grup awansowali do meczu finałowego.
- W meczu finałowym do trzech wygranych partii, dwóch zawodników zmierzyło się o triumf w całych zawodach[2].

## Zawodnicy

### Etap 1
Grupa 1 (4.07.2022): Ronnie O’Sullivan, Alexander Ursenbacher, Alfred Burden, Farakh Ajaib

Grupa 2 (19.07.2022): Judd Trump, Jamie Clarke, Sean O’Sullivan, Peng Yisong

Grupa 3 (7.07.2022): Mark Selby, Ben Woollaston, Zhang Jiankang, James Cahill

Grupa 4 (29.06.2022): Zhao Xintong, Hammad Miah, Adam Duffy, Michael Holt

Grupa 5 (11.07.2022): Mark Williams, Li Hang, Andrew Pagett, Rory McLeod

Grupa 6 (30.06.2022): Kyren Wilson, Zhang Anda, Michael Judge, Luke Simmonds

Grupa 7 (19.07.2022): Shaun Murphy, Liam Highfield, Xu Si, Ben Mertens

Grupa 8 (21.07.2022): Jack Lisowski, Mark Joyce, Michael White, Julien Leclercq

Grupa 9 (6.07.2022): Barry Hawkins, Yuan Sijun, Lei Peifan, Ken Doherty

Grupa 10 (1.07.2022): Luca Brecel, Robbie Williams, Oliver Brown, Zhao Jianbo

Grupa 11 (18.07.2022): Stuart Bingham, Cao Yupeng, Peter Lines, Peter Devlin

Grupa 12 (21.07.2022): Mark Allen, Stuart Carrington, Jenson Kendrick, Himanshu Dinesh Jain

Grupa 13 (28.06.2022): David Grace, Craig Steadman, Aaron Hill, Ben Hancorn

Grupa 14 (18.07.2022): Hossein Vafaei, Tian Pengfei, Ng On Yee, Ryan Thomerson

Grupa 15 (5.07.2022): Ricky Walden, Jackson Page, Gerard Greene, Andy Lee

Grupa 16 (20.07.2022): David Gilbert, Joe O’Connor, Zak Surety, Florian Nüßle

Grupa 17 (14.07.2022): Allister Carter, Wu Yize, Louis Heathcote, Robbie McGuigan

Grupa 18 (13.07.2022): Matthew Selt, Dominic Dale, Duane Jones, Daniel Wells

Grupa 19 (20.07.2022): Jordan Brown, Mark Davis, Ross Muir

Grupa 20 (13.07.2022): Zhou Yuelong, Mark King, Chang Bingyu, Fergal O’Brien

Grupa 21 (12.07.2022): Stephen Maguire, Matthew Stevens, Mitchell Mann, Si Jiahui

Grupa 22 (12.07.2022): Jimmy Robertson, Thepchaiya Un-Nooh, Marco Fu, Ian Martin

Grupa 23 (7.07.2022): Joe Perry, Elliot Slessor, Lukas Kleckers, Andrew Higginson

Grupa 24 (28.06.2022): Robert Milkins, Andy Hicks, Allan Taylor, Sanderson Lam

Grupa 25 (14.07.2022): Ryan Day, Pang Junxu, Reanne Evans, Dylan Emery

Grupa 26 (30.06.2022): Tom Ford, Chris Wakelin, Ian Burns, Anton Kazakov

Grupa 27 (4.07.2022): Jamie Jones, Sam Craigie, David Lilley, Andres Petrov

Grupa 28 (11.07.2022): Gary Wilson, Jak Jones, Barry Pinches, Harvey Chandler

Grupa 29 (1.07.2022): Lu Ning, Oliver Lines, Chen Zifan, John Astley

Grupa 30 (6.07.2022): Graeme Dott, Lü Haotian, Fraser Patrick, Haydon Pinhey

Grupa 31 (29.06.2022): Noppon Saengkham, Anthony Hamilton, Ashley Hugill, Steven Hallworth

Grupa 32 (5.07.2022): Xiao Guodong, Scott Donaldson, Nutcharut Wongharuthai, Rod Lawler

### Etap 2
Grupa A (27.07.2022): Ronnie O’Sullivan, Allister Carter, Pang Junxu, Yuan Sijun

Grupa B (28.07.2022): Luca Brecel, Chris Wakelin, Jamie Clarke, Daniel Wells

Grupa C (26.07.2022): Stuart Bingham, Jordan Brown, Jamie Jones, Ben Woollaston

Grupa D (27.07.2022): Zhao Xintong, Mark Allen, Gary Wilson, Chang Bingyu

Grupa E (25.07.2022): Mark Williams, Stephen Maguire, Lu Ning, Aaron Hill

Grupa F (25.07.2022): Hossein Vafaei, Jimmy Robertson, Lü Haotian, Michael Judge

Grupa G (28.07.2022): Shaun Murphy, Ricky Walden, Anthony Hamilton, Elliot Slessor

Grupa H (26.07.2022): David Gilbert, Robert Milkins, Xiao Guodong, Michael White

### Etap 3
Grupa 1 (29.07.2022): Pang Junxu, Stuart Bingham, Lu Ning, Ricky Walden

Grupa 2 (29.07.2022): Luca Brecel, Zhao Xintong, Lü Haotian, Xiao Guodong
Finał (29.07.2022): Lu Ning, Luca Brecel

## Nagrody

### Etap 1
- Zwycięzca – 3,000 £
- Drugie miejsce – 2,000 £
- Trzecie miejsce – 1,000 £

### Etap 2
- Zwycięzca – 4,000 £
- Drugie miejsce – 3,000 £
- Trzecie miejsce – 2,000 £
- Czwarte miejsce – 1,000 £

### Etap 3
- Zwycięzca – 6,000 £
- Drugie miejsce – 4,000 £
- Trzecie miejsce – 2,000 £
- Czwarte miejsce – 1,000 £

### Finał
- Zwycięzca – 20,000 £
- Finalista – 10,000 £

Łączna pula nagród – 328 000 £

## Etap 1

### Grupa 1
| Poz. | Zawodnik              | M | Z | R | P | Frejmy wygrane | Frejmy przegrane | Różnica frejmów | Pkt |
| ---- | --------------------- | - | - | - | - | -------------- | ---------------- | --------------- | --- |
| 1    | Ronnie O’Sullivan     | 3 | 3 | 0 | 0 | 9              | 2                | +7              | 9   |
| 2    | Alexander Ursenbacher | 3 | 2 | 0 | 1 | 7              | 5                | +2              | 6   |
| 3    | Alfred Burden         | 3 | 0 | 1 | 2 | 4              | 8                | -4              | 1   |
| 4    | Farakh Ajaib          | 3 | 0 | 1 | 2 | 3              | 8                | -5              | 1   |

- Ronnie O’Sullivan 3-0 Farakh Ajaib
- Alexander Ursenbacher 3-1 Alfred Burden
- Alexander Ursenbacher 3-1 Farakh Ajaib
- Ronnie O’Sullivan 3-1 Alfred Burden
- Alfred Burden 2-2 Farakh Ajaib
- Ronnie O’Sullivan 3-1 Alexander Ursenbacher

### Grupa 2
| Poz. | Zawodnik        | M | Z | R | P | Frejmy wygrane | Frejmy przegrane | Różnica frejmów | Pkt |
| ---- | --------------- | - | - | - | - | -------------- | ---------------- | --------------- | --- |
| 1    | Jamie Clarke    | 3 | 1 | 2 | 0 | 7              | 4                | +3              | 5   |
| 2    | Judd Trump      | 3 | 1 | 2 | 0 | 7              | 5                | +2              | 5   |
| 3    | Sean O’Sullivan | 3 | 1 | 0 | 2 | 4              | 7                | -3              | 3   |
| 4    | Peng Yisong     | 3 | 0 | 2 | 1 | 5              | 7                | -2              | 2   |

- Judd Trump 2-2 Peng Yisong
- Jamie Clarke 3-0 Sean O’Sullivan
- Jamie Clarke 2-2 Peng Yisong
- Judd Trump 3-1 Sean O’Sullivan
- Sean O’Sullivan 3-1 Peng Yisong
- Judd Trump 2-2 Jamie Clarke

### Grupa 3
| Poz. | Zawodnik       | M | Z | R | P | Frejmy wygrane | Frejmy przegrane | Różnica frejmów | Pkt |
| ---- | -------------- | - | - | - | - | -------------- | ---------------- | --------------- | --- |
| 1    | Ben Woollaston | 3 | 3 | 0 | 0 | 9              | 1                | +8              | 9   |
| 2    | Mark Selby     | 3 | 2 | 0 | 1 | 7              | 4                | +3              | 6   |
| 3    | James Cahill   | 3 | 1 | 0 | 2 | 5              | 7                | -2              | 3   |
| 4    | Zhang Jiankang | 3 | 0 | 0 | 3 | 1              | 9                | -8              | 0   |

- Mark Selby 3-1 James Cahill
- Ben Woollaston 3-0 Zhang Jiankang
- Ben Woollaston 3-0 James Cahill
- Mark Selby 3-0 Zhang Jiankang
- Zhang Jiankang 1-3 James Cahill
- Mark Selby 1-3 Ben Woollaston

### Grupa 4
| Poz. | Zawodnik     | M | Z | R | P | Frejmy wygrane | Frejmy przegrane | Różnica frejmów | Pkt |
| ---- | ------------ | - | - | - | - | -------------- | ---------------- | --------------- | --- |
| 1    | Zhao Xintong | 3 | 3 | 0 | 0 | 9              | 1                | +8              | 9   |
| 2    | Hammad Miah  | 3 | 1 | 1 | 1 | 5              | 6                | -1              | 4   |
| 3    | Michael Holt | 3 | 1 | 0 | 2 | 5              | 7                | -2              | 3   |
| 4    | Adam Duffy   | 3 | 0 | 1 | 2 | 3              | 8                | -5              | 1   |

- Zhao Xintong 3-1 Michael Holt
- Hammad Miah 2-2 Adam Duffy
- Hammad Miah 3-1 Michael Holt
- Zhao Xintong 3-0 Adam Duffy
- Adam Duffy 1-3 Michael Holt
- Zhao Xintong 3-0 Hammad Miah

### Grupa 5
| Poz. | Zawodnik      | M | Z | R | P | Frejmy wygrane | Frejmy przegrane | Różnica frejmów | Pkt |
| ---- | ------------- | - | - | - | - | -------------- | ---------------- | --------------- | --- |
| 1    | Mark Williams | 3 | 3 | 0 | 0 | 9              | 2                | +7              | 9   |
| 2    | Li Hang       | 3 | 1 | 1 | 1 | 6              | 6                | 0               | 4   |
| 3    | Andrew Pagett | 3 | 1 | 0 | 2 | 4              | 6                | -2              | 3   |
| 4    | Rory McLeod   | 3 | 0 | 1 | 2 | 3              | 8                | -5              | 1   |

- Mark Williams 3-1 Rory McLeod
- Li Hang 3-1 Andrew Pagett
- Li Hang 2-2 Rory McLeod
- Mark Williams 3-0 Andrew Pagett
- Andrew Pagett 3-0 Rory McLeod
- Mark Williams 3-1 Li Hang

### Grupa 6
| Poz. | Zawodnik      | M | Z | R | P | Frejmy wygrane | Frejmy przegrane | Różnica frejmów | Pkt |
| ---- | ------------- | - | - | - | - | -------------- | ---------------- | --------------- | --- |
| 1    | Michael Judge | 3 | 1 | 2 | 0 | 7              | 5                | +2              | 5   |
| 2    | Kyren Wilson  | 3 | 0 | 3 | 0 | 6              | 6                | 0               | 3   |
| 3    | Zhang Anda    | 3 | 0 | 3 | 0 | 6              | 6                | 0               | 3   |
| 4    | Luke Simmonds | 3 | 0 | 2 | 1 | 5              | 7                | -2              | 2   |

- Kyren Wilson 2-2 Luke Simmonds
- Zhang Anda 2-2 Michael Judge
- Zhang Anda 2-2 Luke Simmonds
- Kyren Wilson 2-2 Michael Judge
- Michael Judge 3-1 Luke Simmonds
- Kyren Wilson 2-2 Zhang Anda

### Grupa 7
| Poz. | Zawodnik       | M | Z | R | P | Frejmy wygrane | Frejmy przegrane | Różnica frejmów | Pkt |
| ---- | -------------- | - | - | - | - | -------------- | ---------------- | --------------- | --- |
| 1    | Shaun Murphy   | 3 | 2 | 1 | 0 | 8              | 2                | +6              | 7   |
| 2    | Ben Mertens    | 3 | 2 | 1 | 0 | 8              | 4                | +4              | 7   |
| 3    | Xu Si          | 3 | 1 | 0 | 2 | 4              | 7                | -3              | 3   |
| 4    | Liam Highfield | 3 | 0 | 0 | 3 | 2              | 9                | -7              | 0   |

- Shaun Murphy 2-2 Ben Mertens
- Liam Highfield 1-3 Xu Si
- Liam Highfield 1-3 Ben Mertens
- Shaun Murphy 3-0 Xu Si
- Xu Si 1-3 Ben Mertens
- Shaun Murphy 3-0 Liam Highfield

### Grupa 8
| Poz. | Zawodnik        | M | Z | R | P | Frejmy wygrane | Frejmy przegrane | Różnica frejmów | Pkt |
| ---- | --------------- | - | - | - | - | -------------- | ---------------- | --------------- | --- |
| 1    | Michael White   | 3 | 2 | 0 | 1 | 7              | 3                | +4              | 6   |
| 2    | Mark Joyce      | 3 | 2 | 0 | 1 | 6              | 5                | +1              | 6   |
| 3    | Jack Lisowski   | 3 | 1 | 1 | 1 | 6              | 6                | 0               | 4   |
| 4    | Julien Leclercq | 3 | 0 | 1 | 2 | 3              | 8                | -5              | 1   |

- Jack Lisowski 2-2 Julien Leclercq
- Mark Joyce 0-3 Michael White
- Mark Joyce 3-1 Julien Leclercq
- Jack Lisowski 3-1 Michael White
- Michael White 3-0 Julien Leclercq
- Jack Lisowski 1-3 Mark Joyce

### Grupa 9
| Poz. | Zawodnik      | M | Z | R | P | Frejmy wygrane | Frejmy przegrane | Różnica frejmów | Pkt |
| ---- | ------------- | - | - | - | - | -------------- | ---------------- | --------------- | --- |
| 1    | Yuan Sijun    | 3 | 3 | 0 | 0 | 9              | 0                | +9              | 9   |
| 2    | Barry Hawkins | 3 | 2 | 0 | 1 | 6              | 4                | +2              | 6   |
| 3    | Ken Doherty   | 3 | 0 | 1 | 2 | 3              | 8                | -5              | 1   |
| 4    | Lei Peifan    | 3 | 0 | 1 | 2 | 2              | 8                | -6              | 1   |

- Barry Hawkins 3-1 Ken Doherty
- Yuan Sijun 3-0 Lei Peifan
- Yuan Sijun 3-0 Ken Doherty
- Barry Hawkins 3-0 Lei Peifan
- Lei Peifan 2-2 Ken Doherty
- Barry Hawkins 0-3 Yuan Sijun

### Grupa 10
| Poz. | Zawodnik        | M | Z | R | P | Frejmy wygrane | Frejmy przegrane | Różnica frejmów | Pkt |
| ---- | --------------- | - | - | - | - | -------------- | ---------------- | --------------- | --- |
| 1    | Luca Brecel     | 3 | 2 | 1 | 0 | 8              | 3                | +5              | 7   |
| 2    | Robbie Williams | 3 | 1 | 2 | 0 | 7              | 5                | +2              | 5   |
| 3    | Zhao Jianbo     | 3 | 1 | 0 | 2 | 4              | 6                | -2              | 3   |
| 4    | Oliver Brown    | 3 | 0 | 1 | 2 | 3              | 8                | -5              | 1   |

- Luca Brecel 3-0 Zhao Jianbo
- Robbie Williams 2-2 Oliver Brown
- Robbie Williams 3-1 Zhao Jianbo
- Luca Brecel 3-1 Oliver Brown
- Oliver Brown 0-3 Zhao Jianbo
- Luca Brecel 2-2 Robbie Williams

### Grupa 11
| Poz. | Zawodnik       | M | Z | R | P | Frejmy wygrane | Frejmy przegrane | Różnica frejmów | Pkt |
| ---- | -------------- | - | - | - | - | -------------- | ---------------- | --------------- | --- |
| 1    | Stuart Bingham | 3 | 2 | 0 | 1 | 6              | 4                | +2              | 6   |
| 2    | Peter Devlin   | 3 | 1 | 2 | 0 | 7              | 4                | +3              | 5   |
| 3    | Cao Yupeng     | 3 | 0 | 2 | 1 | 5              | 7                | -2              | 2   |
| 4    | Peter Lines    | 3 | 0 | 2 | 1 | 4              | 7                | -3              | 2   |

- Stuart Bingham 0-3 Peter Devlin
- Cao Yupeng 2-2 Peter Lines
- Cao Yupeng 2-2 Peter Devlin
- Stuart Bingham 3-0 Peter Lines
- Peter Lines 2-2 Peter Devlin
- Stuart Bingham 3-1 Cao Yupeng

### Grupa 12
| Poz. | Zawodnik             | M | Z | R | P | Frejmy wygrane | Frejmy przegrane | Różnica frejmów | Pkt |
| ---- | -------------------- | - | - | - | - | -------------- | ---------------- | --------------- | --- |
| 1    | Mark Allen           | 3 | 3 | 0 | 0 | 9              | 2                | +7              | 9   |
| 2    | Himanshu Dinesh Jain | 3 | 1 | 1 | 1 | 5              | 5                | 0               | 4   |
| 3    | Jenson Kendrick      | 3 | 0 | 2 | 1 | 5              | 7                | -2              | 2   |
| 4    | Stuart Carrington    | 3 | 0 | 1 | 2 | 3              | 8                | -5              | 1   |

- Mark Allen 3-0 Himanshu Dinesh Jain
- Stuart Carrington 2-2 Jenson Kendrick
- Stuart Carrington 0-3 Himanshu Dinesh Jain
- Mark Allen 3-1 Jenson Kendrick
- Jenson Kendrick 2-2 Himanshu Dinesh Jain
- Mark Allen 3-1 Stuart Carrington

### Grupa 13
| Poz. | Zawodnik       | M | Z | R | P | Frejmy wygrane | Frejmy przegrane | Różnica frejmów | Pkt |
| ---- | -------------- | - | - | - | - | -------------- | ---------------- | --------------- | --- |
| 1    | Aaron Hill     | 3 | 1 | 2 | 0 | 7              | 4                | +3              | 5   |
| 2    | David Grace    | 3 | 1 | 2 | 0 | 7              | 5                | +2              | 5   |
| 3    | Ben Hancorn    | 3 | 0 | 3 | 0 | 6              | 6                | 0               | 3   |
| 4    | Craig Steadman | 3 | 0 | 1 | 2 | 3              | 8                | -5              | 1   |

- David Grace 2-2 Ben Hancorn
- Craig Steadman 0-3 Aaron Hill
- Craig Steadman 2-2 Ben Hancorn
- David Grace 2-2 Aaron Hill
- Aaron Hill 2-2 Ben Hancorn
- David Grace 3-1 Craig Steadman

### Grupa 14
| Poz. | Zawodnik       | M | Z | R | P | Frejmy wygrane | Frejmy przegrane | Różnica frejmów | Pkt |
| ---- | -------------- | - | - | - | - | -------------- | ---------------- | --------------- | --- |
| 1    | Hossein Vafaei | 3 | 2 | 1 | 0 | 8              | 2                | +6              | 7   |
| 2    | Tian Pengfei   | 3 | 2 | 1 | 0 | 8              | 3                | +5              | 7   |
| 3    | Ryan Thomerson | 3 | 1 | 0 | 2 | 4              | 7                | -3              | 3   |
| 4    | Ng On Yee      | 3 | 0 | 0 | 3 | 1              | 9                | -8              | 0   |

- Hossein Vafaei 3-0 Ryan Thomerson
- Tian Pengfei 3-0 Ng On Yee
- Tian Pengfei 3-1 Ryan Thomerson
- Hossein Vafaei 3-0 Ng On Yee
- Ng On Yee 1-3 Ryan Thomerson
- Hossein Vafaei 2-2 Tian Pengfei

### Grupa 15
| Poz. | Zawodnik      | M | Z | R | P | Frejmy wygrane | Frejmy przegrane | Różnica frejmów | Pkt |
| ---- | ------------- | - | - | - | - | -------------- | ---------------- | --------------- | --- |
| 1    | Ricky Walden  | 3 | 2 | 1 | 0 | 8              | 4                | +4              | 7   |
| 2    | Gerard Greene | 3 | 1 | 1 | 1 | 6              | 6                | 0               | 4   |
| 3    | Jackson Page  | 3 | 1 | 0 | 2 | 5              | 7                | -2              | 3   |
| 4    | Andy Lee      | 3 | 1 | 0 | 2 | 5              | 7                | -2              | 3   |

- Ricky Walden 3-1 Andy Lee
- Jackson Page 1-3 Gerard Greene
- Jackson Page 3-1 Andy Lee
- Ricky Walden 2-2 Gerard Greene
- Gerard Greene 1-3 Andy Lee
- Ricky Walden 3-1 Jackson Page

### Grupa 16
| Poz. | Zawodnik      | M | Z | R | P | Frejmy wygrane | Frejmy przegrane | Różnica frejmów | Pkt |
| ---- | ------------- | - | - | - | - | -------------- | ---------------- | --------------- | --- |
| 1    | David Gilbert | 3 | 2 | 1 | 0 | 8              | 2                | +6              | 7   |
| 2    | Florian Nüßle | 3 | 2 | 0 | 1 | 6              | 4                | +2              | 6   |
| 3    | Joe O’Connor  | 3 | 1 | 1 | 1 | 6              | 6                | 0               | 4   |
| 4    | Zak Surety    | 3 | 0 | 0 | 3 | 1              | 9                | -8              | 0   |

- David Gilbert 3-0 Florian Nüßle
- Joe O’Connor 3-1 Zak Surety
- Joe O’Connor 1-3 Florian Nüßle
- David Gilbert 3-0 Zak Surety
- Zak Surety 0-3 Florian Nüßle
- David Gilbert 2-2 Joe O’Connor

### Grupa 17
| Poz. | Zawodnik        | M | Z | R | P | Frejmy wygrane | Frejmy przegrane | Różnica frejmów | Pkt |
| ---- | --------------- | - | - | - | - | -------------- | ---------------- | --------------- | --- |
| 1    | Allister Carter | 3 | 2 | 1 | 0 | 8              | 2                | +6              | 7   |
| 2    | Wu Yize         | 3 | 1 | 2 | 0 | 7              | 5                | +2              | 5   |
| 3    | Robbie McGuigan | 3 | 0 | 2 | 1 | 4              | 7                | -3              | 2   |
| 4    | Louis Heathcote | 3 | 0 | 1 | 2 | 3              | 8                | -5              | 1   |

- Allister Carter 3-0 Robbie McGuigan
- Wu Yize 3-1 Louis Heathcote
- Wu Yize 2-2 Robbie McGuigan
- Allister Carter 3-0 Louis Heathcote
- Louis Heathcote 2-2 Robbie McGuigan
- Allister Carter 2-2 Wu Yize

### Grupa 18
| Poz. | Zawodnik     | M | Z | R | P | Frejmy wygrane | Frejmy przegrane | Różnica frejmów | Pkt |
| ---- | ------------ | - | - | - | - | -------------- | ---------------- | --------------- | --- |
| 1    | Daniel Wells | 3 | 2 | 1 | 0 | 8              | 3                | +5              | 7   |
| 2    | Dominic Dale | 3 | 1 | 1 | 1 | 6              | 6                | 0               | 4   |
| 3    | Matthew Selt | 3 | 0 | 3 | 0 | 6              | 6                | 0               | 3   |
| 4    | Duane Jones  | 3 | 0 | 1 | 2 | 3              | 8                | -5              | 1   |

- Matthew Selt 2-2 Daniel Wells
- Dominic Dale 3-1 Duane Jones
- Dominic Dale 1-3 Daniel Wells
- Matthew Selt 2-2 Duane Jones
- Duane Jones 0-3 Daniel Wells
- Matthew Selt 2-2 Dominic Dale

### Grupa 19
| Poz. | Zawodnik     | M | Z | R | P | Frejmy wygrane | Frejmy przegrane | Różnica frejmów | Pkt |
| ---- | ------------ | - | - | - | - | -------------- | ---------------- | --------------- | --- |
| 1    | Jordan Brown | 4 | 3 | 1 | 0 | 11             | 4                | +7              | 10  |
| 2    | Mark Davis   | 4 | 1 | 1 | 2 | 7              | 9                | -2              | 4   |
| 3    | Ross Muir    | 4 | 0 | 2 | 2 | 5              | 10               | -5              | 2   |

- Jordan Brown 2-2 Ross Muir
- Mark Davis 2-2 Ross Muir
- Jordan Brown 3-1 Mark Davis
- Jordan Brown 3-0 Ross Muir
- Mark Davis 3-1 Ross Muir
- Jordan Brown 3-1 Mark Davis

### Grupa 20
| Poz. | Zawodnik       | M | Z | R | P | Frejmy wygrane | Frejmy przegrane | Różnica frejmów | Pkt |
| ---- | -------------- | - | - | - | - | -------------- | ---------------- | --------------- | --- |
| 1    | Chang Bingyu   | 3 | 2 | 0 | 1 | 6              | 3                | +3              | 6   |
| 2    | Zhou Yuelong   | 3 | 1 | 2 | 0 | 7              | 4                | +3              | 5   |
| 3    | Mark King      | 3 | 1 | 1 | 1 | 5              | 6                | -1              | 4   |
| 4    | Fergal O’Brien | 3 | 0 | 1 | 2 | 3              | 8                | -5              | 1   |

- Zhou Yuelong 2-2 Fergal O’Brien
- Mark King 0-3 Chang Bingyu
- Mark King 3-1 Fergal O’Brien
- Zhou Yuelong 3-0 Chang Bingyu
- Chang Bingyu 3-0 Fergal O’Brien
- Zhou Yuelong 2-2 Mark King

### Grupa 21
| Poz. | Zawodnik        | M | Z | R | P | Frejmy wygrane | Frejmy przegrane | Różnica frejmów | Pkt |
| ---- | --------------- | - | - | - | - | -------------- | ---------------- | --------------- | --- |
| 1    | Stephen Maguire | 3 | 1 | 2 | 0 | 7              | 4                | +3              | 5   |
| 2    | Si Jiahui       | 3 | 1 | 2 | 0 | 7              | 5                | +2              | 5   |
| 3    | Mitchell Mann   | 3 | 0 | 3 | 0 | 6              | 6                | 0               | 3   |
| 4    | Matthew Stevens | 3 | 0 | 1 | 2 | 3              | 8                | -5              | 1   |

- Stephen Maguire 2-2 Si Jiahui
- Matthew Stevens 2-2 Mitchell Mann
- Matthew Stevens 1-3 Si Jiahui
- Stephen Maguire 2-2 Mitchell Mann
- Mitchell Mann 2-2 Si Jiahui
- Stephen Maguire 3-0 Matthew Stevens

### Grupa 22
| Poz. | Zawodnik           | M | Z | R | P | Frejmy wygrane | Frejmy przegrane | Różnica frejmów | Pkt |
| ---- | ------------------ | - | - | - | - | -------------- | ---------------- | --------------- | --- |
| 1    | Jimmy Robertson    | 3 | 1 | 2 | 0 | 7              | 4                | +3              | 5   |
| 2    | Thepchaiya Un-Nooh | 3 | 1 | 2 | 0 | 7              | 5                | +2              | 5   |
| 3    | Ian Martin         | 3 | 1 | 0 | 2 | 4              | 6                | -2              | 3   |
| 4    | Marco Fu           | 3 | 0 | 2 | 1 | 4              | 7                | 0               | 2   |

- Jimmy Robertson 3-0 Ian Martin
- Thepchaiya Un-Nooh 2-2 Marco Fu
- Thepchaiya Un-Nooh 3-1 Ian Martin
- Jimmy Robertson 2-2 Marco Fu
- Marco Fu 0-3 Ian Martin
- Jimmy Robertson 2-2 Thepchaiya Un-Nooh

### Grupa 23
| Poz. | Zawodnik         | M | Z | R | P | Frejmy wygrane | Frejmy przegrane | Różnica frejmów | Pkt |
| ---- | ---------------- | - | - | - | - | -------------- | ---------------- | --------------- | --- |
| 1    | Elliot Slessor   | 3 | 2 | 1 | 0 | 8              | 4                | +4              | 7   |
| 2    | Andrew Higginson | 3 | 1 | 2 | 0 | 7              | 4                | +3              | 5   |
| 3    | Joe Perry        | 3 | 1 | 1 | 1 | 6              | 5                | +1              | 4   |
| 4    | Lukas Kleckers   | 3 | 0 | 0 | 3 | 1              | 9                | -8              | 0   |

- Joe Perry 2-2 Andrew Higginson
- Elliot Slessor 3-1 Lukas Kleckers
- Elliot Slessor 2-2 Andrew Higginson
- Joe Perry 3-0 Lukas Kleckers
- Lukas Kleckers 0-3 Andrew Higginson
- Joe Perry 1-3 Elliot Slessor

### Grupa 24
| Poz. | Zawodnik       | M | Z | R | P | Frejmy wygrane | Frejmy przegrane | Różnica frejmów | Pkt |
| ---- | -------------- | - | - | - | - | -------------- | ---------------- | --------------- | --- |
| 1    | Robert Milkins | 3 | 2 | 1 | 0 | 8              | 3                | +5              | 7   |
| 2    | Andy Hicks     | 3 | 2 | 1 | 0 | 8              | 4                | +4              | 7   |
| 3    | Sanderson Lam  | 3 | 1 | 0 | 2 | 4              | 7                | -3              | 3   |
| 4    | Allan Taylor   | 3 | 0 | 0 | 3 | 3              | 9                | -6              | 0   |

- Robert Milkins 3-0 Sanderson Lam
- Andy Hicks 3-1 Allan Taylor
- Andy Hicks 3-1 Sanderson Lam
- Robert Milkins 3-1 Allan Taylor
- Allan Taylor 1-3 Sanderson Lam
- Robert Milkins 2-2 Andy Hicks

### Grupa 25
| Poz. | Zawodnik     | M | Z | R | P | Frejmy wygrane | Frejmy przegrane | Różnica frejmów | Pkt |
| ---- | ------------ | - | - | - | - | -------------- | ---------------- | --------------- | --- |
| 1    | Pang Junxu   | 3 | 2 | 1 | 0 | 8              | 4                | +4              | 7   |
| 2    | Ryan Day     | 3 | 1 | 2 | 0 | 7              | 4                | +3              | 5   |
| 3    | Dylan Emery  | 3 | 0 | 2 | 1 | 5              | 7                | -2              | 2   |
| 4    | Reanne Evans | 3 | 0 | 1 | 2 | 3              | 8                | -5              | 1   |

- Ryan Day 2-2 Dylan Emery
- Pang Junxu 3-1 Reanne Evans
- Pang Junxu 3-1 Dylan Emery
- Ryan Day 3-0 Reanne Evans
- Reanne Evans 2-2 Dylan Emery
- Ryan Day 2-2 Pang Junxu

### Grupa 26
| Poz. | Zawodnik      | M | Z | R | P | Frejmy wygrane | Frejmy przegrane | Różnica frejmów | Pkt |
| ---- | ------------- | - | - | - | - | -------------- | ---------------- | --------------- | --- |
| 1    | Chris Wakelin | 3 | 2 | 0 | 1 | 6              | 4                | +2              | 6   |
| 2    | Tom Ford      | 3 | 1 | 1 | 1 | 6              | 5                | +1              | 4   |
| 3    | Ian Burns     | 3 | 1 | 1 | 1 | 6              | 6                | 0               | 4   |
| 4    | Anton Kazakov | 3 | 1 | 0 | 2 | 4              | 7                | -3              | 3   |

- Tom Ford 1-3 Anton Kazakov
- Chris Wakelin 3-1 Ian Burns
- Chris Wakelin 3-0 Anton Kazakov
- Tom Ford 2-2 Ian Burns
- Ian Burns 3-0 Anton Kazakov
- Tom Ford 3-0 Chris Wakelin

### Grupa 27
| Poz. | Zawodnik      | M | Z | R | P | Frejmy wygrane | Frejmy przegrane | Różnica frejmów | Pkt |
| ---- | ------------- | - | - | - | - | -------------- | ---------------- | --------------- | --- |
| 1    | Jamie Jones   | 3 | 2 | 1 | 0 | 8              | 3                | +5              | 7   |
| 2    | David Lilley  | 3 | 1 | 1 | 1 | 5              | 5                | 0               | 4   |
| 3    | Sam Craigie   | 3 | 0 | 3 | 0 | 6              | 6                | 0               | 3   |
| 4    | Andres Petrov | 3 | 0 | 1 | 2 | 3              | 8                | -5              | 1   |

- Jamie Jones 3-1 Andres Petrov
- Sam Craigie 2-2 David Lilley
- Sam Craigie 2-2 Andres Petrov
- Jamie Jones 3-0 David Lilley
- David Lilley 3-0 Andres Petrov
- Jamie Jones 2-2 Sam Craigie

### Grupa 28
| Poz. | Zawodnik        | M | Z | R | P | Frejmy wygrane | Frejmy przegrane | Różnica frejmów | Pkt |
| ---- | --------------- | - | - | - | - | -------------- | ---------------- | --------------- | --- |
| 1    | Gary Wilson     | 3 | 2 | 1 | 0 | 8              | 2                | +6              | 7   |
| 2    | Jak Jones       | 3 | 1 | 1 | 1 | 5              | 5                | 0               | 4   |
| 3    | Barry Pinches   | 3 | 0 | 3 | 0 | 6              | 6                | 0               | 3   |
| 4    | Harvey Chandler | 3 | 0 | 1 | 2 | 2              | 8                | -6              | 1   |

- Gary Wilson 3-0 Harvey Chandler
- Jak Jones 2-2 Barry Pinches
- Jak Jones 3-0 Harvey Chandler
- Gary Wilson 2-2 Barry Pinches
- Barry Pinches 2-2 Harvey Chandler
- Gary Wilson 3-0 Jak Jones

### Grupa 29
| Poz. | Zawodnik     | M | Z | R | P | Frejmy wygrane | Frejmy przegrane | Różnica frejmów | Pkt |
| ---- | ------------ | - | - | - | - | -------------- | ---------------- | --------------- | --- |
| 1    | Lu Ning      | 3 | 3 | 0 | 0 | 9              | 2                | +7              | 9   |
| 2    | John Astley  | 3 | 1 | 1 | 1 | 6              | 5                | +1              | 4   |
| 3    | Chen Zifan   | 3 | 1 | 1 | 1 | 5              | 5                | 0               | 4   |
| 4    | Oliver Lines | 3 | 0 | 0 | 3 | 1              | 9                | -8              | 0   |

- Lu Ning 3-1 John Astley
- Oliver Lines 0-3 Chen Zifan
- Oliver Lines 0-3 John Astley
- Lu Ning 3-0 Chen Zifan
- Chen Zifan 2-2 John Astley
- Lu Ning 3-1 Oliver Lines

### Grupa 30
| Poz. | Zawodnik       | M | Z | R | P | Frejmy wygrane | Frejmy przegrane | Różnica frejmów | Pkt |
| ---- | -------------- | - | - | - | - | -------------- | ---------------- | --------------- | --- |
| 1    | Lü Haotian     | 3 | 2 | 1 | 0 | 8              | 3                | +5              | 7   |
| 2    | Fraser Patrick | 3 | 1 | 1 | 1 | 5              | 6                | -1              | 4   |
| 3    | Haydon Pinhey  | 3 | 1 | 0 | 2 | 5              | 6                | -1              | 3   |
| 4    | Graeme Dott    | 3 | 1 | 0 | 2 | 4              | 7                | -3              | 1   |

- Graeme Dott 3-1 Haydon Pinhey
- Lü Haotian 2-2 Fraser Patrick
- Lü Haotian 3-1 Haydon Pinhey
- Graeme Dott 1-3 Fraser Patrick
- Fraser Patrick 0-3 Haydon Pinhey
- Graeme Dott 0-3 Lü Haotian

### Grupa 31
| Poz. | Zawodnik         | M | Z | R | P | Frejmy wygrane | Frejmy przegrane | Różnica frejmów | Pkt |
| ---- | ---------------- | - | - | - | - | -------------- | ---------------- | --------------- | --- |
| 1    | Anthony Hamilton | 3 | 2 | 1 | 0 | 8              | 3                | +5              | 7   |
| 2    | Noppon Saengkham | 3 | 2 | 0 | 1 | 7              | 4                | +3              | 6   |
| 3    | Ashley Hugill    | 3 | 0 | 2 | 1 | 5              | 7                | -2              | 2   |
| 4    | Steven Hallworth | 3 | 0 | 1 | 2 | 2              | 8                | -6              | 1   |

- Noppon Saengkham 3-0 Steven Hallworth
- Anthony Hamilton 2-2 Ashley Hugill
- Anthony Hamilton 3-0 Steven Hallworth
- Noppon Saengkham 3-1 Ashley Hugill
- Ashley Hugill 2-2 Steven Hallworth
- Noppon Saengkham 1-3 Anthony Hamilton

### Grupa 32
| Poz. | Zawodnik               | M | Z | R | P | Frejmy wygrane | Frejmy przegrane | Różnica frejmów | Pkt |
| ---- | ---------------------- | - | - | - | - | -------------- | ---------------- | --------------- | --- |
| 1    | Xiao Guodong           | 3 | 3 | 0 | 0 | 9              | 3                | +6              | 9   |
| 2    | Rod Lawler             | 3 | 1 | 1 | 1 | 6              | 6                | 0               | 4   |
| 3    | Scott Donaldson        | 3 | 0 | 2 | 1 | 5              | 7                | -2              | 2   |
| 4    | Nutcharut Wongharuthai | 3 | 0 | 1 | 2 | 4              | 8                | -4              | 1   |

- Xiao Guodong 3-1 Rod Lawler
- Scott Donaldson 2-2 Nutcharut Wongharuthai
- Scott Donaldson 2-2 Rod Lawler
- Xiao Guodong 3-1 Nutcharut Wongharuthai
- Nutcharut Wongharuthai 1-3 Rod Lawler
- Xiao Guodong 3-1 Scott Donaldson

## Etap 2

### Grupa A
| Poz. | Zawodnik          | M | Z | R | P | Frejmy wygrane | Frejmy przegrane | Różnica frejmów | Pkt |
| ---- | ----------------- | - | - | - | - | -------------- | ---------------- | --------------- | --- |
| 1    | Pang Junxu        | 3 | 2 | 1 | 0 | 8              | 4                | +4              | 7   |
| 2    | Yuan Sijun        | 3 | 1 | 2 | 0 | 7              | 4                | +3              | 5   |
| 3    | Ronnie O’Sullivan | 3 | 1 | 0 | 2 | 4              | 6                | -2              | 3   |
| 4    | Allister Carter   | 3 | 0 | 1 | 2 | 3              | 8                | -5              | 1   |

- Ronnie O’Sullivan 0-3 Yuan Sijun
- Allister Carter 1-3 Pang Junxu
- Allister Carter 2-2 Yuan Sijun
- Ronnie O’Sullivan 1-3 Pang Junxu
- Pang Junxu 2-2 Yuan Sijun
- Ronnie O’Sullivan 3-0 Allister Carter

### Grupa B
| Poz. | Zawodnik      | M | Z | R | P | Frejmy wygrane | Frejmy przegrane | Różnica frejmów | Pkt |
| ---- | ------------- | - | - | - | - | -------------- | ---------------- | --------------- | --- |
| 1    | Luca Brecel   | 3 | 2 | 1 | 0 | 8              | 2                | +6              | 7   |
| 2    | Daniel Wells  | 3 | 1 | 2 | 0 | 7              | 4                | +3              | 5   |
| 3    | Chris Wakelin | 3 | 1 | 1 | 1 | 5              | 5                | 0               | 4   |
| 4    | Jamie Clarke  | 3 | 0 | 0 | 3 | 0              | 9                | -9              | 0   |

- Luca Brecel 2-2 Daniel Wells
- Chris Wakelin 3-0 Jamie Clarke
- Chris Wakelin 2-2 Daniel Wells
- Luca Brecel 3-0 Jamie Clarke
- Jamie Clarke 0-3 Daniel Wells
- Luca Brecel 3-0 Chris Wakelin

### Grupa C
| Poz. | Zawodnik       | M | Z | R | P | Frejmy wygrane | Frejmy przegrane | Różnica frejmów | Pkt |
| ---- | -------------- | - | - | - | - | -------------- | ---------------- | --------------- | --- |
| 1    | Stuart Bingham | 3 | 2 | 1 | 0 | 8              | 3                | +5              | 7   |
| 2    | Jamie Jones    | 3 | 1 | 1 | 1 | 6              | 5                | +1              | 4   |
| 3    | Ben Woollaston | 3 | 1 | 0 | 2 | 3              | 7                | -4              | 3   |
| 4    | Jordan Brown   | 3 | 0 | 2 | 1 | 5              | 7                | -2              | 2   |

- Stuart Bingham 3-0 Ben Woollaston
- Jordan Brown 2-2 Jamie Jones
- Jordan Brown 1-3 Ben Woollaston
- Stuart Bingham 3-1 Jamie Jones
- Jamie Jones 3-0 Ben Woollaston
- Stuart Bingham 2-2 Jordan Brown

### Grupa D
| Poz. | Zawodnik     | M | Z | R | P | Frejmy wygrane | Frejmy przegrane | Różnica frejmów | Pkt |
| ---- | ------------ | - | - | - | - | -------------- | ---------------- | --------------- | --- |
| 1    | Zhao Xintong | 3 | 2 | 1 | 0 | 8              | 2                | +6              | 7   |
| 2    | Gary Wilson  | 3 | 2 | 0 | 1 | 6              | 4                | +2              | 6   |
| 3    | Mark Allen   | 3 | 1 | 1 | 1 | 5              | 6                | -1              | 4   |
| 4    | Chang Bingyu | 3 | 0 | 0 | 3 | 2              | 9                | -7              | 0   |

- Zhao Xintong 3-0 Chang Bingyu
- Mark Allen 0-3 Gary Wilson
- Mark Allen 3-1 Chang Bingyu
- Zhao Xintong 3-0 Gary Wilson
- Gary Wilson 3-1 Chang Bingyu
- Zhao Xintong 2-2 Mark Allen

### Grupa E
| Poz. | Zawodnik        | M | Z | R | P | Frejmy wygrane | Frejmy przegrane | Różnica frejmów | Pkt |
| ---- | --------------- | - | - | - | - | -------------- | ---------------- | --------------- | --- |
| 1    | Lu Ning         | 3 | 2 | 1 | 0 | 8              | 3                | +5              | 7   |
| 2    | Stephen Maguire | 3 | 2 | 0 | 1 | 7              | 3                | +4              | 6   |
| 3    | Mark Williams   | 3 | 1 | 0 | 2 | 3              | 6                | -3              | 3   |
| 4    | Aaron Hill      | 3 | 0 | 1 | 2 | 2              | 8                | -6              | 1   |

- Mark Williams 3-0 Aaron Hill
- Stephen Maguire 1-3 Lu Ning
- Stephen Maguire 3-0 Aaron Hill
- Mark Williams 0-3 Lu Ning
- Lu Ning 2-2 Aaron Hill
- Mark Williams 0-3 Stephen Maguire

### Grupa F
| Poz. | Zawodnik        | M | Z | R | P | Frejmy wygrane | Frejmy przegrane | Różnica frejmów | Pkt |
| ---- | --------------- | - | - | - | - | -------------- | ---------------- | --------------- | --- |
| 1    | Lü Haotian      | 3 | 2 | 1 | 0 | 8              | 3                | +5              | 7   |
| 2    | Hossein Vafaei  | 3 | 1 | 1 | 1 | 5              | 5                | 0               | 4   |
| 3    | Jimmy Robertson | 3 | 0 | 3 | 0 | 6              | 6                | 0               | 3   |
| 4    | Michael Judge   | 3 | 0 | 1 | 2 | 3              | 8                | -5              | 1   |

- Hossein Vafaei 3-0 Michael Judge
- Jimmy Robertson 2-2 Lü Haotian
- Jimmy Robertson 2-2 Michael Judge
- Hossein Vafaei 0-3 Lü Haotian
- Lü Haotian 3-1 Michael Judge
- Hossein Vafaei 2-2 Jimmy Robertson

### Grupa G
| Poz. | Zawodnik         | M | Z | R | P | Frejmy wygrane | Frejmy przegrane | Różnica frejmów | Pkt |
| ---- | ---------------- | - | - | - | - | -------------- | ---------------- | --------------- | --- |
| 1    | Ricky Walden     | 3 | 2 | 1 | 0 | 8              | 3                | +5              | 7   |
| 2    | Shaun Murphy     | 3 | 2 | 0 | 1 | 7              | 5                | +2              | 6   |
| 3    | Anthony Hamilton | 3 | 1 | 1 | 1 | 6              | 5                | +1              | 4   |
| 4    | Elliot Slessor   | 3 | 0 | 0 | 3 | 1              | 9                | -8              | 0   |

- Shaun Murphy 3-1 Elliot Slessor
- Ricky Walden 2-2 Anthony Hamilton
- Ricky Walden 3-0 Elliot Slessor
- Shaun Murphy 3-1 Anthony Hamilton
- Anthony Hamilton 3-0 Elliot Slessor
- Shaun Murphy 1-3 Ricky Walden

### Grupa H
| Poz. | Zawodnik       | M | Z | R | P | Frejmy wygrane | Frejmy przegrane | Różnica frejmów | Pkt |
| ---- | -------------- | - | - | - | - | -------------- | ---------------- | --------------- | --- |
| 1    | Xiao Guodong   | 3 | 2 | 1 | 0 | 8              | 4                | +4              | 7   |
| 2    | Michael White  | 3 | 2 | 0 | 1 | 7              | 4                | +3              | 6   |
| 3    | Robert Milkins | 3 | 0 | 2 | 1 | 4              | 7                | -3              | 2   |
| 4    | David Gilbert  | 3 | 0 | 1 | 2 | 4              | 8                | -4              | 1   |

- David Gilbert 1-3 Michael White
- Robert Milkins 2-2 Xiao Guodong
- Robert Milkins 0-3 Michael White
- David Gilbert 1-3 Xiao Guodong
- Xiao Guodong 3-1 Michael White
- David Gilbert 2-2 Robert Milkins

## Etap 3

### Grupa 1
| Poz. | Zawodnik       | M | Z | R | P | Frejmy wygrane | Frejmy przegrane | Różnica frejmów | Pkt |
| ---- | -------------- | - | - | - | - | -------------- | ---------------- | --------------- | --- |
| 1    | Lu Ning        | 3 | 2 | 1 | 0 | 8              | 4                | +4              | 7   |
| 2    | Ricky Walden   | 3 | 0 | 3 | 0 | 6              | 6                | 0               | 3   |
| 3    | Stuart Bingham | 3 | 0 | 2 | 1 | 5              | 7                | -2              | 2   |
| 4    | Pang Junxu     | 3 | 0 | 2 | 1 | 5              | 7                | -2              | 2   |

- Stuart Bingham 2-2 Pang Junxu
- Ricky Walden 2-2 Lu Ning
- Ricky Walden 2-2 Pang Junxu
- Stuart Bingham 1-3 Lu Ning
- Lu Ning 3-1 Pang Junxu
- Stuart Bingham 2-2 Ricky Walden

### Grupa 2
| Poz. | Zawodnik     | M | Z | R | P | Frejmy wygrane | Frejmy przegrane | Różnica frejmów | Pkt |
| ---- | ------------ | - | - | - | - | -------------- | ---------------- | --------------- | --- |
| 1    | Luca Brecel  | 3 | 2 | 0 | 1 | 7              | 3                | +4              | 6   |
| 2    | Xiao Guodong | 3 | 2 | 0 | 1 | 7              | 4                | +3              | 6   |
| 3    | Zhao Xintong | 3 | 2 | 0 | 1 | 6              | 4                | +2              | 6   |
| 4    | Lü Haotian   | 3 | 0 | 0 | 3 | 0              | 9                | -9              | 0   |

- Zhao Xintong 3-0 Lü Haotian
- Luca Brecel 1-3 Xiao Guodong
- Luca Brecel 3-0 Lü Haotian
- Zhao Xintong 3-1 Xiao Guodong
- Xiao Guodong 3-0 Lü Haotian
- Zhao Xintong 0-3 Luca Brecel

### Finał
- Lu Ning 1-3 Luca Brecel

## Brejki stupunktowe
- 145, 138, 125, 123, 105, 105, 101, 101  Zhao Xintong
- 144, 112, 109, 103, 100  Shaun Murphy
- 142, 104  Mark Allen
- 141, 106  Matthew Selt
- 140, 133  Mark Williams
- 139, 135, 129  Lu Ning
- 139, 108  Chris Wakelin
- 138  David Lilley
- 137, 136, 108, 107, 104  Pang Junxu
- 136, 108  Chang Bingyu
- 135, 132, 106  Zhou Yuelong
- 135, 130, 106  Ricky Walden
- 135  Lü Haotian
- 134, 130, 102  Jamie Jones
- 133  Jak Jones
- 133  Jimmy Robertson
- 133  Peng Yisong
- 131, 130, 108, 107  Michael White
- 131, 120  Stuart Bingham
- 131, 111  Ian Burns
- 130, 116, 114, 106  Anthony Hamilton
- 130  Jackson Page
- 127, 112, 111, 103, 103, 101  Xiao Guodong
- 127, 121  Ronnie O’Sullivan
- 127, 100  Ben Woollaston
- 125  Andy Lee
- 125  Ryan Day
- 124, 123, 117  Hossein Vafaei
- 120, 101  Wu Yize
- 118  Thepchaiya Un-Nooh
- 117, 115, 111, 108, 100  Jordan Brown
- 117  Ben Mertens
- 117  Joe Perry
- 115, 115  Gary Wilson
- 114, 108, 100  Luca Brecel
- 113  Louis Heathcote
- 113  Mark Selby
- 111, 100  Li Hang
- 111  Joe O’Connor
- 105, 102  Alexander Ursenbacher
- 105  Barry Hawkins
- 104  Cao Yupeng
- 104  Mark Davis
- 103  Dylan Emery
- 103  Tian Pengfei
- 102, 100  David Gilbert
- 101  Aaron Hill
- 101  Fraser Patrick
- 100  Haydon Pinhey
- 100  Sanderson Lam